# Gmina Smedjebacken
Gmina Smedjebacken (szw. Smedjebackens kommun) – gmina w Szwecji, w regionie Dalarna, siedzibą jej władz jest Smedjebacken.
Pod względem zaludnienia Smedjebacken jest 199. gminą w Szwecji. Zamieszkuje ją 10 923 osoby, z czego 49,42% to kobiety (5398) i 50,58% to mężczyźni (5525). W gminie zameldowanych jest 250 cudzoziemców. Na każdy kilometr kwadratowy przypada 11,46 mieszkańca. Pod względem wielkości gmina zajmuje 110. miejsce.